# Кобзарев, Александр Ильич
Александр Ильич Кобзарев (род. 14 августа 1952 года) — Adviser IOF, член Президиума ФСО России, старший тренер сборной России по спортивному ориентированию среди лиц с ПОДА (Trail-O).
Первый Российский тренер, который стал развивать спортивное ориентирование среди лиц с поражением опорно-двигательного аппарата (Trail-O).

## Биография
Образование высшее, в 1976 году окончил МВТУ им. Н. Э. Баумана, в 1994 году — Российскую государственную академию физической культуры (РГАФК).
- Мастер спорта СССР  по спортивному ориентированию.
- Заслуженный тренер России.
- Член Президиума ФСО России.[2]
- Старший тренер сборной России по спортивному ориентированию среди лиц с поражением опорно-двигательного аппарата (Trail-O).[4]

Спортивным ориентированием начал заниматься с апреля 1969 года. С марта 1980 по январь 1981 года работал тренером в ДЮСШ № 2 Первомайского района города Москвы. С января 1981 по октябрь 1999 года работал на кафедре физического воспитания и спорта МЭИ. С октября 1999 года работает на кафедре физического воспитания МГТУ им. Н. Э. Баумана в должности доцент.
С 1993 по 1999 год и с 2006 года — ответственный за студенческую сборную команду России по спортивному ориентированию.
С 1999 года возглавлял сборную команду России по спортивному ориентированию среди слабослышащих.
На первой Сурдлимпиаде в 2001 году в Риме сборная команда России по спортивному ориентированию завоевала наибольшее количество медалей (2 золотых, 2 серебряных и 4 бронзовых). Лучший результат показала Ольга Дула, воспитанница Александра Кобзарева, завоевавшая две золотых и одну серебряную медаль .
Точным ориентированием (Международное название Trail Orienteering, Трейл-О) начал заниматься с 1993 года на многодневных соревнованиях О-Ринген в Швеции и «6 дней в Швейцарии». 1997 году участвовал в Кубке Мира по Трейл-О (World Trail Orienteering Championships 1997) проходившем в Норвегии,Гримстад (Norway, Grimstad), где завоевал 3 место и был награждён хрустальным кубком.
С 1999 года начал деятельность по развитию спортивного ориентирования среди лиц с поражением опорно-двигательного аппарата (ПОДА).
С 2005 года назначен старшим тренером сборной команды России по спортивному ориентированию лиц с поражением опорно-двигательного аппарата.
С 2009 года ведет тренерскую работу в ГБОУ ДОДСН "СДЮСШОР № 54 «Ориента» Москомспорта.
За время работы подготовил чемпионов и призёров международных соревнований по спортивному ориентированию, а также подготовил 12 мастеров спорта РФ среди лиц с ПОДА.
В 2006 году на Чемпионате Европы по Трейл-О в Литве российские спортсмены завоевали 2 золотые медали в параолимпийском и открытом классах.
В 2007 году на Чемпионате Мира по Трейл-О в городе Киеве, сборная команда России завоевала серебряную медаль в командном виде.
В 2011 году на Чемпионате Мира во Франции, Савойя Гранд Ривард 2011 — завоёвана первая золотая медаль в параолимпийском классе., Кучеренко Дмитрием Викторовичем.
В 2012 году на Чемпионате мира в Шотландии, Данди 2012 — бронзовая медаль в параолимпийском классе.
14 июня 2012 года приказом Министерства спорта, туризма и молодежной политики Российской федерации Кобзарев Александр Ильич — доцент кафедры физического воспитания Московского государственного технического университета имени Н. Э. Баумана города Москвы за большой личный вклад в развитие спортивной науки и образования награждён медалью Петра Лесгафта.
В октябре 2012 года впервые в России провел международный мастер-класс по Трейл-ориентированию, где с докладом выступали Owe Fredholm  — Sweden (Members IOF), Eva Fredholm — Sweden (Adviser IOF).